# 维多利广场
维多利广场（英語：Victory Plaza）是一个集购物、办公为一体的综合性楼宇，位于中国广州市天河路与体育西路交界处，毗邻天河体育中心，由6层商业裙楼、4层地下停车场及两座分别为52层和36层的写字楼组成。其中52层的主楼楼高222米，是广州的高层建筑之一。

## 历史
2007年建成竣工，该楼由广州市城市建设开发集团有限公司开发，占地面积19600.00平方米，总建筑面积143549.60平方米。商业裙楼为购物中心及餐厅，国美电器在中国面积最大的连锁店亦设于此。
2013年8月2日，營運知名零售品牌优衣库的迅銷（中國）商貿公司與京澳公司訂立租賃協議，租用由越秀房產基金持有，位於廣州市天河區體育西路的維多利廣場。開設華南地區首家优衣库旗艦店，零售面積超過一萬平方米，于2014年正式開業。

## 事件
- 2007年3月，坊间传广州谊园集团撤出维多利广场、国美将增加在维多利的面积，遭双方的否认。而在3月10日，国美与维多利广场续约，在维多利原有负一层基础上再增加了一、二、三、四层，经营面积达到15000平方，为国美在中国最大规模的店铺。[3]
- 2011年1月30日，疑似由於煤气管道原因，維多利廣場發生火災，上百人緊急疏散，無人傷亡[4]。